# 蒂娜·穆拉里塔兰
蒂娜·慕拉利達蘭（英語：Thinaah Muralitharan，羅馬化：Tīṉā muraḷitaraṉ，1998年1月3日—），馬來西亞女子羽毛球運動員。

## 簡歷
2018年2月，蒂娜·慕拉利達蘭出戰伊朗羽毛球國際挑戰賽，在女子單打決賽中以3比1（11-8、11-6、9-11、11-9）擊敗隊友李盈盈，贏得冠軍。
2021年3月，蒂娜·慕拉利達蘭与陈康乐拍挡出战瑞士羽毛球公开赛，成功以（21-19、21-12）击败保加利亚种子选手加夫列拉·斯托伊娃/斯蒂法尼·斯托伊娃，为两人合作近两年后，再次夺下国际巡回赛冠军。

## 主要比賽成績
只列出曾進入準決賽的國際賽事成績：
| 年份   | 賽事                     | 公開賽級別 | 項目     | 搭檔   | 成績   |
| ------ | ------------------------ | ---------- | -------- | ------ | ------ |
| 2016年 | 世界青年羽毛球錦標賽     | 其他       | 混合團體 | －     | 亞軍   |
| 2017年 | 馬來西亞羽毛球國際系列賽 | 國際系列賽 | 女子單打 | －     | 準決賽 |
| 2017年 | 印度羽毛球國際挑戰賽     | 國際挑戰賽 | 女子單打 | －     | 準決賽 |
| 2018年 | 伊朗羽毛球國際挑戰賽     | 國際挑戰賽 | 女子單打 | －     | 冠軍   |
| 2018年 | 荷蘭羽毛球國際賽         | 國際系列賽 | 女子單打 | －     | 亞軍   |
| 2018年 | 馬來西亞羽毛球國際系列賽 | 國際系列賽 | 女子雙打 | 林佩儀 | 冠軍   |
| 2019年 | 馬來西亞羽毛球國際系列賽 | 國際系列賽 | 女子雙打 | 陈康乐 | 冠軍   |
| 2019年 | 南澳洲羽毛球國際賽       | 國際挑戰賽 | 女子雙打 | 陈康乐 | 準決賽 |
| 2019年 | 雪梨羽毛球國際賽         | 國際系列賽 | 女子雙打 | 陈康乐 | 亞軍   |
| 2019年 | 印度羽毛球國際挑戰賽     | 國際挑戰賽 | 女子雙打 | 陈康乐 | 冠軍   |
| 2019年 | 孟加拉羽毛球國際挑戰賽   | 國際挑戰賽 | 女子雙打 | 陈康乐 | 冠軍   |
| 2020年 | 亞洲羽毛球團體錦標賽     | 其他       | 女子團體 | －     | 季軍   |
| 2021年 | 瑞士羽毛球公開賽         | 超級300賽  | 女子雙打 | 陈康乐 | 冠軍   |
| 2021年 | 蘇迪曼盃                 | 其他       | 混合團體 | －     | 季軍   |
| 2022年 | 亞洲羽毛球團體錦標賽     | 其他       | 女子團體 | －     | 季軍   |
| 2022年 | 泰國羽毛球公開賽         | 超級500賽  | 女子雙打 | 陳康樂 | 準決賽 |
| 2022年 | 印尼羽毛球大師賽         | 超級500賽  | 女子雙打 | 陳康樂 | 準決賽 |
| 2022年 | 馬來西亞羽毛球大師賽     | 超級500賽  | 女子雙打 | 陳康樂 | 準決賽 |
| 2022年 | 英聯邦運動會羽毛球比賽   | 其他       | 混合團體 | －     | 金牌   |
| 2022年 | 英聯邦運動會羽毛球比賽   | 其他       | 女子雙打 | 陳康樂 | 金牌   |
| 2022年 | 法國羽毛球公開賽         | 超級750賽  | 女子雙打 | 陳康樂 | 冠軍   |
| 2023年 | 印度羽毛球公開賽         | 超級750賽  | 女子雙打 | 陳康樂 | 準決賽 |
| 2023年 | 印尼羽毛球大師賽         | 超級500賽  | 女子雙打 | 陳康樂 | 準決賽 |
| 2023年 | 德國羽毛球公開賽         | 超級300賽  | 女子雙打 | 陳康樂 | 準決賽 |
| 2023年 | 蘇迪曼盃                 | 其他       | 混合團體 | －     | 季軍   |
| 2023年 | 馬來西亞羽毛球大師賽     | 超級500賽  | 女子雙打 | 陳康樂 | 亞軍   |
| 2023年 | 香港羽毛球公開賽         | 超級500賽  | 女子雙打 | 陳康樂 | 亞軍   |
| 2024年 | 馬來西亞羽毛球大師賽     | 超級500賽  | 女子雙打 | 陳康樂 | 準決賽 |
| 2024年 | 奧林匹克運動會羽毛球比賽 | 其他       | 女子雙打 | 陳康樂 | 殿軍   |
| 2024年 | 韓國羽毛球公開賽         | 超級500賽  | 女子雙打 | 陳康樂 | 亞軍   |
| 2024年 | 香港羽毛球公開賽         | 超級500賽  | 女子雙打 | 陳康樂 | 冠軍   |
| 2024年 | 北極羽毛球公開賽         | 超級500賽  | 女子雙打 | 陳康樂 | 亞軍   |
| 2025年 | 印度羽毛球公開賽         | 超級750賽  | 女子雙打 | 陳康樂 | 準決賽 |
| 2025年 | 印尼羽毛球大師賽         | 超級500賽  | 女子雙打 | 陳康樂 | 亞軍   |
| 2025年 | 泰國羽毛球公開賽         | 超級500賽  | 女子雙打 | 陳康樂 | 冠軍   |
| 2025年 | 馬來西亞羽毛球大師賽     | 超級500賽  | 女子雙打 | 陳康樂 | 準決賽 |
| 2025年 | 印尼羽毛球公開賽         | 超級1000賽 | 女子雙打 | 陳康樂 | 亞軍   |
| 2025年 | 日本羽毛球公開賽         | 超級750賽  | 女子雙打 | 陳康樂 | 亞軍   |
| 2025年 | 中國羽毛球公開賽         | 超級1000賽 | 女子雙打 | 陳康樂 | 準決賽 |

| 2007-2017年 | 首要超級賽 | 超級賽 | 黃金大獎賽 | 大獎賽 | 國際挑戰賽 | 國際系列賽 | 未來系列賽 | 其他 |

| 2018-2026年 | 總決賽 | 超級1000賽 | 超級750賽 | 超級500賽 | 超級300賽 | 超級100賽 | 國際挑戰賽 | 國際系列賽 | 未來系列賽 | 其他 |

### 奧運會和世錦賽參賽紀錄
|          | 搭檔   | 2021 | 2022 | 2023 | 2024 |
| -------- | ------ | ---- | ---- | ---- | ---- |
| 女子雙打 | 陈康乐 | 32強 | 16強 | 8強  | 殿軍 |